# Dythemis sterilis
Dythemis sterilis é uma espécie de libélula da família Libellulidae distribuída desde o México até o norte da Argentina e ilhas do Caribe.

## Descrição morfológica
Espécie de porte médio a grande para anisópteros, medindo entre 36 e 44 milímetros de envergadura alar, sendo o abdômen de 25 a 33 milímetros e a asa posterior de 25 a 34 milímetros. A face apresenta coloração pálida, enquanto o vértex torna-se vermelho intenso nos machos maduros. Os olhos são vermelhos no terço superior, o tórax castanho-escuro com estrias amarelas sinuosas nos flancos, e o abdômen geralmente negro com marcações amarelas dorsais nos segmentos 1 a 7, mais pronunciadas no segmento 7. As asas são translúcidas, ocasionalmente exibindo pequena mancha basal ou ápice escurecido.

## Distribuição e habitat
D. sterilis ocorre em áreas neotropicais, abrangendo México, América Central, Caribe, sul dos Estados Unidos (Texas), grande parte da América do Sul até o norte da Argentina. No Brasil, a espécie é registrada em estados amazônicos e de transição, com ocorrências confirmadas em lagoas litorâneas e margens de rios no Maranhão. Prefere corpos de água de corrente fraca a moderada, como riachos, trechos médios de rios, lagoas temporárias e reservatórios, frequentemente em áreas ensolaradas com margens arenosas ou lodosas e presença de vegetação emergente.

## Biologia e ecologia
Forrageio: adultos de D. sterilis são predadores aerodinâmicos, capturando insetos voadores a partir de tocas em vegetação emergente; foram observados alimentando-se de pequenos dípteros, himenópteros e outros insetos aquáticos ou terrestres próximos à superfície da água.
Reprodução: machos estabelecem territórios sobre a superfície da água, defendendo locais de postura contra rivais; acasalamento ocorre em voo, seguido de oviposição solitária pela fêmea, que deposita ovos em vegetação aquática ou diretamente na água, possivelmente inserindo-os em sedimentos.
Desenvolvimento larval: as larvas (naiades) são aquáticas, predadoras de pequenos macroinvertebrados bentônicos, vivendo enterradas no substrato lamoso ou sob detritos perto das margens durante cerca de 30 a 35 dias até a emergência (ponto influenciado por temperatura e disponibilidade de alimento).

## Estado de conservação
A IUCN classifica Dythemis sterilis como Pouco Preocupante devido à ampla distribuição e ausência de declínios significativos nas populações conhecidas. A espécie tolera, em geral, modificações moderadas do habitat, desde que haja corpos d’água calmos com vegetação ripária. Contudo, a degradação de margens de rios por desmatamento e poluição localizada pode impactar populações locais, especialmente em áreas de agricultura intensiva.

## Taxonomia e etimologia
Descrita por Hermann A. Hagen em 1861, a espécie original era referida como Libellula sterilis. O gênero Dythemis deriva do grego dyo (dois) e themis (ordem), possivelmente referindo-se à postura característica das asas em formato de “seta” durante o repouso; o epíteto específico sterilis significa “estéril” em latim, embora a razão exata para essa denominação não esteja claramente documentada.